# Benthophiloides
Benthophiloides es un género de peces de la familia Gobiidae y de la orden de los Perciformes.

## Especies
- Benthophiloides brauneri
- Benthophiloides turcomanus

- Datos: Q793083
- Multimedia: Benthophiloides / Q793083
- Especies: Benthophiloides